# Kandahar (filme)
Kandahar (Brasil: A Caminho de Kandahar / Portugal: Kandahar) é um filme franco-iraniano de 2001, dirigido por Mohsen Makhmalbaf.

## Resumo
Uma jovem jornalista afegã (Niloufar Pazira), residindo no Canadá, decide retornar ao seu país, após receber uma carta de sua irmã relatando que irá se suicidar antes que ocorra o próximo eclipse solar. A partir do momento de sua entrada no país ela se atualiza sobre a situação do Afeganistão e vive momentos de suspense para ir ao encontro da irmã.